# Liga Villamariense de Fútbol
La Liga Villamariense de Fútbol (cuya sigla es LVF) es una liga regional de fútbol en Argentina, en la que participan clubes de la ciudad de Villa María (provincia de Córdoba) y de localidades aledañas, pertenecientes, por lo general, al departamento General San Martín.
A nivel nacional, el campeonato se ubica por debajo de la cuarta categoría para los clubes indirectamente afiliados a la AFA, más específicamente debajo del Torneo Regional Federal Amateur, certamen que reemplazó al Torneo Federal B y al Torneo Federal C.
Actualmente el sistema de competición es anual, en formato de dos campeonatos, denominados: Apertura y Clausura, comenzando en febrero/marzo, el primero y en julio/agosto, el segundo. El equipo más laureado es el Club Atlético Alumni con 22 títulos hasta la fecha.
La liga además, cuenta con un torneo de reservas, campeonato de Inferiores, categoría seniors y femenino.

## Clubes
| Equipo                                               | Apodo/s                  | Fundación                | Ciudad/Localidad |
| ---------------------------------------------------- | ------------------------ | ------------------------ | ---------------- |
| Club Unión Social y Biblioteca "Jorge Luis Borges"   | el bibliotecario, el CUS | 11 de enero de 1991      | Alto Alegre      |
| Club Atlético Unión                                  | el naranja               | 1 de octubre de 1983     | Arroyo Algodón   |
| Club Atlético y Biblioteca Rivadavia                 | el verde                 | 27 de abril de 1917      | Arroyo Cabral    |
| Sport Club Colón                                     | el rojinegro             | 4 de junio de 1939       | Arroyo Cabral    |
| Club Juventud River Plate                            | la juve                  | 23 de junio de 1935      | Ausonia          |
| Club Social y Deportivo Fray Nicasio Gutierrez       | el verde, la peste verde | 16 de septiembre de 1958 | Dalmacio Vélez   |
| Club Atlético y Biblioteca Popular Ricardo Gutiérrez | el RG, los palestinos    | 24 de junio de 1928      | La Palestina     |
| Playosa Sportivo Club                                | el albo, sportivo        | 5 de mayo de 1925        | La Playosa       |
| Club Deportivo San Lorenzo                           | el santo                 | 16 de junio de 1936      | Las Perdices     |
| Los Zorros Sportivo Club                             | el celeste, sportivo     | 2 de septiembre de 1980  | Los Zorros       |
| Club Atlético y Biblioteca 9 de Julio                | el patriota, el 9        | 21 de octubre de 1967    | Pasco            |
| Club Deportivo y Biblioteca Silvio Pellico           | el canario               | 24 de mayo de 1952       | Silvio Péllico   |
| Club Atlético Ticino                                 | el fortin                | 1 de julio de 1932       | Ticino           |
| Club Atlético Hipólito Yrigoyen                      | los diablos rojos        | 21 de octubre de 1933    | Tío Pujio        |
| Asociación Civil Club Deportivo Universitario (UNVM) | la U, la uni             | 19 de abril de 1995      | Villa María      |
| Club Atlético Alumni                                 | el fortinero             | 4 de abril de 1934       | Villa María      |
| Club Atlético River Plate                            | el millonario, la banda  | 29 de julio de 1939      | Villa María      |
| Club Atlético y Biblioteca Unión Central             | el aurinegro             | 8 de junio de 1908       | Villa María      |
| Club Deportivo Argentino                             | el lobo                  | 15 de febrero de 1914    | Villa María      |
| Club Deportivo San Lorenzo (Las Playas)              | el santo                 | 12 de octubre de 1935    | Villa María      |
| Club River del Algarrobo                             |                          | 2017                     | Villa María      |
| Deportivo Alianza Fútbol Club                        | el depor, el verde       | marzo de 2024            | Villa María      |
| Asociación Española de Socorros Mutuos               | el gallego               | 9 de febrero de 1890     | Villa Nueva      |
| Football Club y Biblioteca Leandro N. Alem           | el león, el tricolor     | 9 de agosto de 1926      | Villa Nueva      |

## Representantes en torneos de ascenso
- Torneo Regional Federal Amateur 2024-25: Alem y Club Atlético Alumni.

## Historia
Los comienzos de la historia de Nuestra liga surgen como una necesidad latente de tener "una casa propia"; una institución madre que respaldara a todos aquellos equipos de fútbol incipientes cargados de expectativas y sueños. Fue así, en aquellas primeras reuniones en la calle Entre Ríos 1057, en donde Jorge Hillar y Victorino Pisso de Unión Central, Kube de Sarmiento, Montagner del San Martín y Nicolás Hillar, representante del Instituto Sarmiento dieron origen en el año 1914 a la anhelada estructura orgánica del fútbol villamariense.
Hacer un balance durante los 25 años posteriores no es tarea sencilla: caras repetidas en reuniones, cuatro o cinco clubes manifestando un trabajo comprometido, más la sumatoria de grupos de futbolistas jóvenes entusiasmados, dieron como resultado la ardua consolidación de la institución.
A partir de 1938 nuevos aires soplaron con el cambio de autoridades, abriendo el juego con la incorporación de nuevos equipos de la zona. Sumado a ello la liga tomaba impulso y envergadura como institución, paralelamente a la fundación de nuevos clubes.
La hora más gloriosa llegó cuando se afiliaron los Clubes de barrio en 1945, junto a dos de Villa Nueva, conformando una decena de escuadras, monopolizadoras por casi veinte años del espectáculo deportivo excluyente de Villa María y aportando extraordinarios jugadores al fútbol profesional.
Aciertos y errores, seguramente muchos; pero sin lugar a dudas uno de los logros alcanzados más importantes de la institución, fue la inauguración el 18 de febrero de 2001 de la sede propia, ubicada en Tucumán y 25 de Mayo. Dicho proyecto fue gestado por Darío Ranco, en la asunción de su presidencia en el año 1998. Luego, tres años después, bajo la gestión encabezada por Carlos Airaldi, se logró la concreción de un sueño: un espacio propio del fútbol villamariense.
Hoy, en vísperas de nuestro centenario, todos los que formamos parte de este proyecto: dirigentes, árbitros, periodistas, simpatizantes, familias y jugadores, todos los que creemos y seguimos apostando al fútbol local, nos enorgullecemos por seguir construyendo la LIGA VILLAMARIENSE DE FÚTBOL.

Clubes fundadores:
| Equipo                                   | Ciudad      | Actualidad                        |
| ---------------------------------------- | ----------- | --------------------------------- |
| Club Atlético y Biblioteca Unión Central | Villa María | Liga Villamariense de Fútbol      |
| Club Atlético Argentino                  | Villa María | Liga Villamariense de Fútbol      |
| Club Atlético Sarmiento                  | Villa María | Liga Villamariense de Baby Fútbol |
| Club Deportivo Central Argentino         | Villa María | No compite                        |
| Club Internacional                       | Villa María | Fusionado                         |
| Club Sportivo Belgrano                   | Villa María | Desaparecido                      |
| Club San Martín                          | Villa María | Desaparecido                      |
| Atlético Instituto Sarmiento             | Villa María | Desaparecido                      |
| Rivadavia                                | Villa María | Desaparecido                      |

### Fecha de Fundación
No existe o es muy difícil encontrar una fecha cierta de su creación. Se sabe sí que, con fecha 2 de febrero de 1914, se solicitó a la Federación Argentina de Fútbol la afiliación a la misma y, constando en algunos párrafos de esa nota elevada al Presidente, Dr. Ricardo Camilo Aldao, que se había constituido una Liga formada por los cuatro principales clubes de Villa María: Unión Central, San Martín, Sarmiento e Institución Sarmiento de los cuales dos, Unión Central y Sarmiento, aún hoy existen. Se deduce que la Liga Villamariense de Fútbol fue creada a principios de 1914. Según una investigación realizada por Jorge H. Gallego, en la Memoria y Balance de la Asociación Amateur Argentina de Fútbol en el año 1927, se pudo observar que la Liga fue fundada el 4 de enero de 1914.
La historia dice que, en el domicilio de calle Estados Unidos esquina Santa Fe, se efectuó una reunión en cuyo transcurso quedó formalizada la creación de la Liga. Asistieron como delegados, Victorino B. Pisso y Ángel Besco por el Club Unión Central, Alberto J. Butler por el Club Sarmiento, y Emilio N. Montagner y Alejandro Osorini (h) por el club San Martín.

### Sede Social
25 de Mayo 410, C.P.: 5900, Ciudad de Villa María (Córdoba).

### Renuncia a la Federación Cordobesa de Fútbol
El 22 de octubre de 2015 el presidente de la Liga Villamariense, Claudio Martínez, aseguró que la entidad renunciará a la adhesión a la Federación Cordobesa de Fútbol (FCF), y se unirá de esta manera a otras que ya lo han hecho, como la Liga Cordobesa y la de Río Cuarto, dos de gran renombre en la provincia, para empezar a conformar una nueva Federación que nuclée al resto de las ligas que, hoy por hoy, se encuentran distanciadas de la FCF.
La principal decisión de alejarse, de la Federación Cordobesa, la cual organiza todas las ligas (que estén adheridas) de la provincia, es para organizar mejores campeonatos de los que se están realizando actualmente.
El día 27 de octubre de 2015 se hizo efectivo el fin de la adhesión a la FCF.

### Unión de Ligas de la Región Centro
El 6 de octubre de 2016, en oficinas de la Liga Cordobesa de Fútbol, se fundó ésta unión, que nuclea 5 ligas: Liga de Río Cuarto, Liga de Fútbol de Punilla, Liga Ischilín de Fútbol, Liga Villamariense y la Liga Cordobesa. Éstos, buscarán ser otra alternativa de representación del fútbol provincial tras distanciarse, en el último tiempo, de la Federación Cordobesa de Fútbol.
El 19 de junio de 2017, el Consejo Federal (que tiene a su cargo la conducción del fútbol del interior del país), oficializó la Unión de Ligas.
Tiene a su cargo el "Torneo Provincial de Clubes" que otorga los cupos al Torneo Regional Federal Amateur.

## Nómina de Presidentes
| \| Presidente \| Período \| Presidente \| Período \| \| -------------------------- \| ----------- \| ------------------------ \| ----------- \| \| Sr. Victorino B. PISSO[12] \| 1914 \| Sr. Miguel FERREYRA \| 1914 - 1915 \| \| Sr. Enrique KUBE (h) \| 1915 - 1916 \| Sr. Jorge E. HILLAR \| 1916 - 1918 \| \| Sr. Salvador FERNANDEZ \| 1918 \| Sr. Francisco VALDÉS \| 1919 \| \| Sr. Jorge E. HILLAR \| 1919 - 1921 \| Sr. Ángel ROSSI \| 1921 - 1923 \| \| Sr. Jorge COEN \| 1923 - 1924 \| Sr. Tomás DIAZ \| 1923 - 1924 \| \| Sr. Jorge E. HILLAR \| 1924 - 1926 \| Dr. C. FERNANDEZ VOGLINO \| 1926 - 1933 \| \| Sr. Jorge E. HILLAR \| 1934 - 1937 \| Sr. Eduardo L. MENDEZ \| 1938 - 1945 \| \| Sr. Giocondo MONETTI \| 1945 \| Sr. Eugenio S. ACOSTA \| 1945 \| \| Dr. E. CALDERALI SANCHEZ \| 1946 - 1948 \| Sr. Manuel M. MORENO \| 1948 - 1950 \| \| Esc. Víctor ARGUELLO \| 1950 - 1962 \| Sr. Braulio VICENTE \| 1962 - 1970 \| \| Sr. Juan H. CARMONA \| 1970 - 1986 \| Dr. Leo AMBROSINO \| 1986 - 1992 \| \| Sr. Miguel MUSA \| 1992 - 1998 \| Sr. Darío E. RANCO \| 1998 - 2000 \| \| Sr. Carlos AIRALDI \| 2000 - 2014 \| Sr. Claudio MARTINEZ[13] \| 2014 - 2021 \| \| Sr. Diego CONRERO[14] \| 2021 - 2024 \| Sr. Lucas MARTINETTI[15] \| 2024 - 2027 \| |             |                          |             |
| Presidente | Período     | Presidente               | Período     |
| Sr. Victorino B. PISSO | 1914        | Sr. Miguel FERREYRA      | 1914 - 1915 |
| Sr. Enrique KUBE (h) | 1915 - 1916 | Sr. Jorge E. HILLAR      | 1916 - 1918 |
| Sr. Salvador FERNANDEZ | 1918        | Sr. Francisco VALDÉS     | 1919        |
| Sr. Jorge E. HILLAR | 1919 - 1921 | Sr. Ángel ROSSI          | 1921 - 1923 |
| Sr. Jorge COEN | 1923 - 1924 | Sr. Tomás DIAZ           | 1923 - 1924 |
| Sr. Jorge E. HILLAR | 1924 - 1926 | Dr. C. FERNANDEZ VOGLINO | 1926 - 1933 |
| Sr. Jorge E. HILLAR | 1934 - 1937 | Sr. Eduardo L. MENDEZ    | 1938 - 1945 |
| Sr. Giocondo MONETTI | 1945        | Sr. Eugenio S. ACOSTA    | 1945        |
| Dr. E. CALDERALI SANCHEZ | 1946 - 1948 | Sr. Manuel M. MORENO     | 1948 - 1950 |
| Esc. Víctor ARGUELLO | 1950 - 1962 | Sr. Braulio VICENTE      | 1962 - 1970 |
| Sr. Juan H. CARMONA | 1970 - 1986 | Dr. Leo AMBROSINO        | 1986 - 1992 |
| Sr. Miguel MUSA | 1992 - 1998 | Sr. Darío E. RANCO       | 1998 - 2000 |
| Sr. Carlos AIRALDI | 2000 - 2014 | Sr. Claudio MARTINEZ     | 2014 - 2021 |
| Sr. Diego CONRERO | 2021 - 2024 | Sr. Lucas MARTINETTI     | 2024 - 2027 |

## Clásicos y rivalidades
Se denomina clásico al partido que enfrenta a dos equipos cuya rivalidad lleva un largo tiempo, principalmente por encontrarse en barrios, localidades o zonas geográficas cercanas o compartidas. En la Liga Villamariense, se dan los siguientes clásicos:
- Clásico de la Liga: entre los dos equipos más ganadores: Alumni vs Alem.
- Clásico Cabralense: entre los dos clubes de la localidad de Arroyo Cabral: Colón vs Rivadavia.
- Clásico más longevo: entre Unión Central y River Plate.
- Se disputan además clásicos regionales, que son por estar en localidades cercanas, como:

- Playosa S.C., Los Zorros S.C., Deportivo Silvio Pellico, Unión de Arroyo Algodón y Unión Social de Alto Alegre.
- Clásico del Sur: Atlético Ticino vs 9 de Julio (originalmente es entre Atlético Ticino y Ricardo Gutiérrez de La Palestina).
- Clásico Villanovense: Alem vs Asociación Española, ambos de Villa Nueva.

## Clubes exparticipantes
Por diferentes motivos, ya sean: económicos (no pueden solventar la temporada), deportivos (salen de la rama del fútbol o no cuentan con la estructura necesaria), cambio de liga (se desafilian de esta liga y pasan a otra), entre otros, estos clubes dejaron de participar de la Liga Villamariense recientemente:
| Equipo                           | Ciudad/Localidad |
| -------------------------------- | ---------------- |
| Sportivo Fútbol Club             | Pozo del Molle   |
| Club Deportivo Central Argentino | Villa María      |

## Historial de campeones por año

### Fútbol oficial
| Año    | Campeón                 | Año    | Campeón                |
| ------ | ----------------------- | ------ | ---------------------- |
| 1916   | San Martín              | 1917   | Unión Central          |
| 1918   | Argentino               | 1920   | Sarmiento              |
| 1921   | Unión Central           | 1922   | Unión Central          |
| 1924   | Central Argentino       | 1925   | Sarmiento              |
| 1926   | Internacional           | 1927   | Unión Central          |
| 1931   | Sarmiento               | 1933   | Sarmiento              |
| 1934   | Unión Central           | 1935   | Central Argentino      |
| 1936   | Sarmiento               | 1937   | Alumni                 |
| 1938   | Unión Ballesteros Sud   | 1939   | Unión Ballesteros Sud  |
| 1940   | Unión Central           | 1941   | Unión Central          |
| 1942   | Unión Central           | 1943   | Unión Ballesteros Sud  |
| 1944   | Independiente de Oliva  | 1945   | Alumni                 |
| 1946   | Ameghino                | 1947   | Alem                   |
| 1948   | Alumni                  | 1949   | Alem                   |
| 1950   | Alumni                  | 1951   | Ameghino               |
| 1952   | River Plate             | 1953   | Alem                   |
| 1954   | Central Argentino       | 1955   | Ameghino               |
| 1956   | Ameghino                | 1957   | Alumni                 |
| 1958   | Alumni                  | 1959   | River Plate            |
| 1960   | River Plate             | 1961   | River Plate            |
| 1962   | River Plate             | 1963   | Central Argentino      |
| 1964   | Central Argentino       | 1965   | Alumni                 |
| 1966   | Alem                    | 1967   | Alumni                 |
| 1968   | Alem                    | 1969   | Alumni                 |
| 1970   | Alumni                  | 1971   | Central Argentino      |
| 1972   | Unión Central           | 1973   | River Plate            |
| 1974   | Rivadavia               | 1975   | Alumni                 |
| 1976   | Alem                    | 1977   | Alumni                 |
| 1978   | Alumni                  | 1979   | Alumni                 |
| 1980   | Alem                    | 1981   | Alem                   |
| 1982   | Colón                   | 1983   | Alem                   |
| 1984   | San Lorenzo             | 1985   | Playosa Sportivo Club  |
| 1986   | Colón                   | 1987   | Colón                  |
| 1988   | Colón                   | 1989   | Colón                  |
| 1990   | Argentino               | 1991   | Rivadavia              |
| 1992   | Rivadavia               | 1993   | Alem                   |
| 1994   | River Plate             | 1995   | Rivadavia              |
| 1996   | Hipólito Yrigoyen       | A 1997 | Colón                  |
| C 1997 | Hipólito Yrigoyen       | 1998   | Alem                   |
| 1999   | Playosa Sportivo Club   | 2000   | Playosa Sportivo Club  |
| 2001   | Alumni                  | 2002   | Alumni                 |
| A 2003 | Alumni                  | C 2003 | Alem                   |
| A 2004 | Alem                    | C 2004 | Atlético Ticino        |
| A 2005 | Alumni                  | C 2005 | Colón                  |
| A 2006 | Hipólito Yrigoyen       | C 2006 | Colón                  |
| A 2007 | Rivadavia               | C 2007 | Colón                  |
| A 2008 | Colón                   | C 2008 | Alem                   |
| A 2009 | Colón                   | C 2009 | Alumni                 |
| A 2010 | Colón                   | C 2010 | Deportivo Argentino    |
| A 2011 | Universitario           | C 2011 | Universitario          |
| A 2012 | Alem                    | C 2012 | Deportivo Argentino    |
| A 2013 | Rivadavia               | C 2013 | Atlético Ticino        |
| A 2014 | Alumni                  | C 2014 | Alumni                 |
| A 2015 | Hipólito Yrigoyen       | C 2015 | Hipólito Yrigoyen      |
| A 2016 | Deportivo Argentino     | C 2016 | Deportivo Argentino    |
| A 2017 | Alem                    | C 2017 | Rivadavia              |
| A 2018 | Universitario           | C 2018 | Atlético Ticino        |
| A 2019 | Universitario           | C 2019 | Atlético Ticino        |
| A 2020 | Suspendido por COVID-19 | C 2020 | Cancelado por COVID-19 |
| A 2021 | Atlético Ticino         | C 2021 | No se disputó          |
| A 2022 | Alem                    | C 2022 | Alumni                 |
| A 2023 | Ricardo Gutiérrez       | C 2023 | Atlético Ticino        |
| A 2024 | Alem                    | C 2024 | Deportivo Argentino    |
| A 2025 | Colón                   | C 2025 |                        |

Nota: A: Apertura; C: Clausura

## Finalísima
Enfrentará a los campeónes del Apertura y Clausura.
| Edición | Ganador | Finalista           |
| ------- | ------- | ------------------- |
| 2024    | Alem    | Deportivo Argentino |

## Títulos
Actualizado hasta Apertura 2025

### Primera división
| Equipo                                      | Ganador | Ediciones |
| ------------------------------------------- | ------- | --- |
| Alumni                                      | 22      | 1937, 1945, 1948, 1950, 1957, 1958, 1965, 1967, 1969, 1970, 1975, 1977, 1978, 1979, 2001, 2002, a2003, a2005, c2009, a2014, c2014, c2022 |
| Alem                                        | 18      | 1947, 1949, 1953, 1966, 1968, 1976, 1980, 1981, 1983, 1993, 1998, c2003, a2004, c2008, a2012, a2017, a2022, a2024                        |
| Colón                                       | 13      | 1982, 1986, 1987, 1988, 1989, a1997, c2005, c2006, c2007, a2008, a2009, a2010, a2025                                                     |
| Unión Central                               | 9       | 1917, 1921, 1922, 1927, 1934, 1940, 1941, 1942, 1972                                                                                     |
| Rivadavia                                   | 7       | 1974, 1991,1992, 1995, a2007, a2013, c2017                                                                                               |
| River Plate                                 | 7       | 1952, 1959, 1960, 1961, 1962, 1973, 1994                                                                                                 |
| Deportivo Argentino                         | 7       | 1918, 1990, c2010, c2012, a2016, c2016, c2024                                                                                            |
| Club Deportivo Central Argentino            | 6       | 1924, 1935, 1954, 1963, 1964, 1971 |
| Atlético Ticino                             | 6       | c2004, c2013, c2018, c2019, a2021, c2023                                                                                                 |
| Club Atlético Sarmiento (Villa María)       | 5       | 1920, 1925, 1931, 1933, 1936 |
| Hipólito Yrigoyen                           | 5       | 1996, c1997, a2006, a2015, c2015 |
| Ameghino (Villa María)                      | 4       | 1946, 1951, 1955, 1956 |
| Universitario (UNVM)                        | 4       | a2011, c2011, a2018, a2019 |
| Unión Ballesteros Sud                       | 3       | 1938, 1939, 1943 |
| Playosa S. C.                               | 3       | 1985, 1999, 2000 |
| Club San Martín (Villa María)               | 1       | 1916 (Primer Campeón) |
| Internacional (Villa María)                 | 1       | 1926 |
| Independiente Deportivo Social Club (Oliva) | 1       | 1944 |
| San Lorenzo (Las Perdices)                  | 1       | 1984 |
| Ricardo Gutiérrez (La Palestina)            | 1       | a2023 |

En negrita, equipos participantes de la Liga Villamariense.

### Segunda División (discontinuado)
En 2026, y por decisión de la Comisión Directiva de la Liga, se retomará la Divisional B
| Equipo                           | Ganador | Ediciones    |
| -------------------------------- | ------- | ------------ |
| Playosa S. C.                    | 2       | a2006, a2007 |
| Unión Central                    | 2       | c2007, c2010 |
| Deportivo Argentino              | 1       | c2005        |
| San Lorenzo (Las Perdices)       | 1       | c2006        |
| Club Deportivo Central Argentino | 1       | a2008        |
| Ricardo Gutiérrez                | 1       | c2008        |
| Los Zorros Sportivo Club         | 1       | a2009        |
| 9 de Julio                       | 1       | c2009        |
| River Plate                      | 1       | a2010        |

### Campeonatos por Ubicación
| Ciudad/Localidad | Campeonatos |
| ---------------- | ----------- |
| Villa María      | 66          |
| Arroyo Cabral    | 20          |
| Villa Nueva      | 18          |
| Ticino           | 6           |
| Tío Pujio        | 5           |
| Ballesteros Sud  | 3           |
| La Playosa       | 3           |
| Las Perdices     | 1           |
| Oliva            | 1           |
| La Palestina     | 1           |

- Nota: Sólo se consideran los títulos de Primera División. En negrita ciudades/localidades en competencia actual.

## Campeonato Provincial de Clubes de Primera División(ex Interligas)
Conocido como Provincial, es un torneo entre clubes de la provincia cordobesa, el cual otorga actualmente, una plaza para disputar el Torneo Regional Federal Amateur.
Participantes en 2025: Asociación Española, Rivadavia y Universitario

### Títulos de clubes de la liga
| Equipo        | Ganador | Ediciones        |
| ------------- | ------- | ---------------- |
| Alumni        | 3       | 1977, 1991, 2001 |
| Unión Central | 1       | 2002             |
| Alem          | 1       | 2006             |